# Alpais de Cudot
Pour les articles homonymes, voir Cudot (homonymie).
Sainte Alpais, née vraisemblablement à Triguères, dans le Loiret (France), vers 1150-1155 et morte le 3 novembre 1211, est une bergère et lépreuse. Guérie miraculeusement elle devient recluse qui à la fin de sa vie ne se nourrissait plus que de l'Eucharistie. Reconnue comme sainte par l'Église catholique elle est liturgiquement commémorée le 3 novembre.

## Biographie et légendes

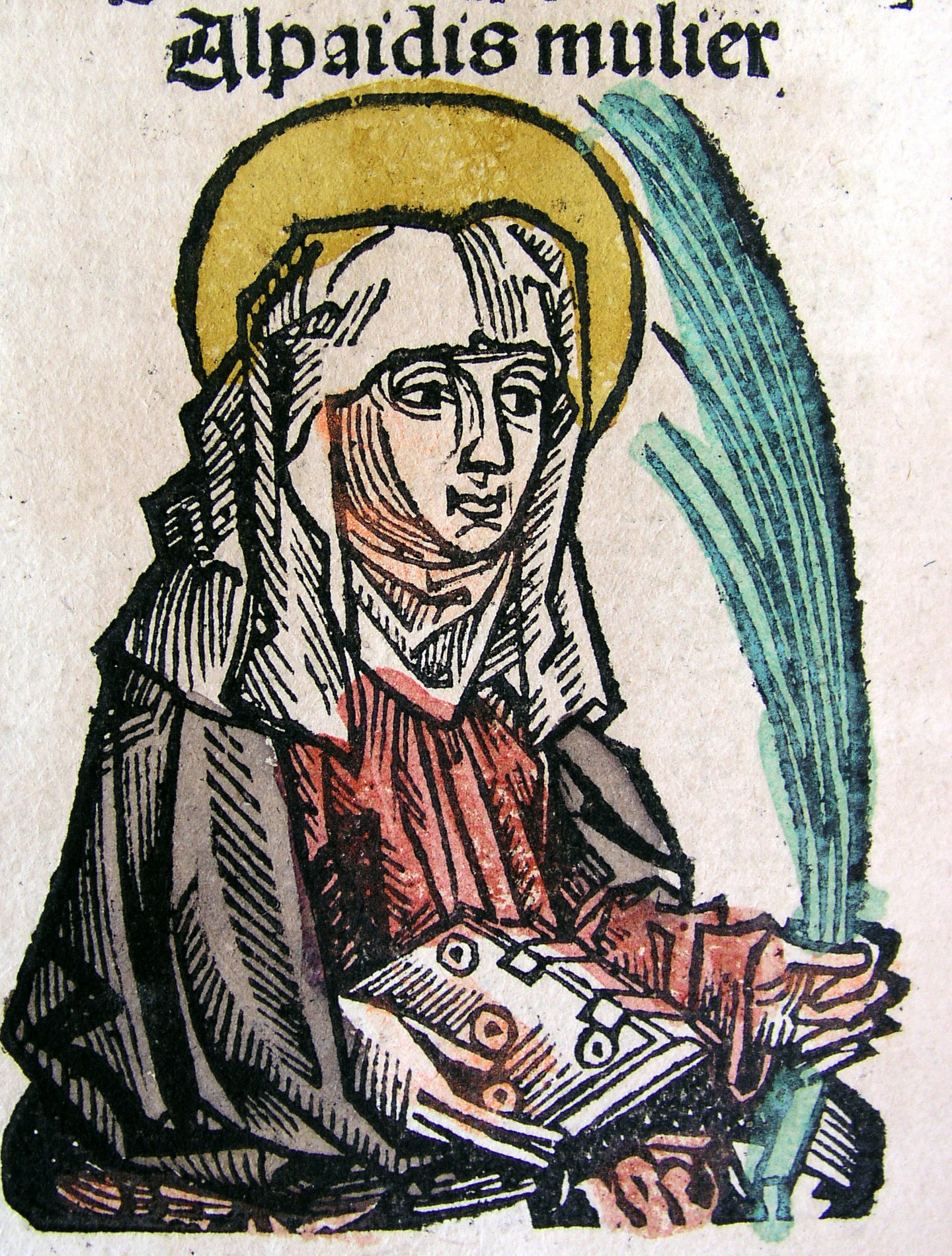
Sainte Alpais, Chronique de Nuremberg.

Fille vraisemblablement de petits possédants du Gâtinais, Alpais a reçu une certaine instruction, comme en témoignent ses Vitae et son prénom qui atteste depuis l'époque carolingienne une origine cultivée. Cependant des interprétations du XIXe siècle en font une simple bergère (même glissement opéré à l'époque pour sainte Geneviève par exemple) ; elle aurait travaillé aux champs avec ses frères après la mort de son père, mais la maladie fait décliner ses forces et elle garde alors les moutons.
Au temps de Philippe Auguste, la jeune fille fut atteinte à l'âge de 20 ans d'une maladie qui provoqua sur le corps des écoulements de pus, à l'odeur si repoussante qu'on dut la mettre à l'écart comme si elle était atteinte de la lèpre. Puis la paralysie la gagna. Elle inspirait une telle répulsion qu'on lui jetait sa nourriture, de loin, devant l'espèce de tanière où elle avait été reléguée.
Un jour ses frères décident de ne plus lui donner à manger pour la laisser mourir, et en persuadent la mère. Alpais, abandonnée de tous, se met à prier Dieu. Selon un moine du prieuré cistercien des Écharlis, tout proche, cette prière fut faite le Samedi saint 1169 : « Principe de toute pitié, source de toute bonté, pardonnez à une malheureuse. Compassion immense, regardez mon malheur… ne m'abandonnez pas à ceux qui demandent ma mort… ressuscitez la vie d'une pauvre abandonnée demi-morte… ».
« Belle comme une gerbe des plus beaux lys, » Notre Dame serait apparue à la « lépreuse », l'aurait soulevée de ses bras avant de la revêtir de sa lumière et de l'imprégner de son parfum. La Vierge Marie l'aurait donc guérie et lui aurait donné le don des miracles.
Le dimanche de Pâques, ses frères et sa mère, pris de remords, reviennent la visiter et lui donnent à manger : ils sont d'abord saisis par son parfum et découvrent avec stupéfaction que ses plaies ont disparu. Elle demeure extrêmement maigre, avec le corps fané, mais son visage est redevenu frais et son regard vif.
Alors commence pour Alpais une vie de conseillère et de guide. Elle reçoit beaucoup de visites, y compris la reine mère Alix de Champagne (veuve de Louis VII), qui vient la consulter en 1180 et 1200, et lui fait une donation de rente qui sera confirmée par son fils Philippe Auguste en 1184.
Pendant quarante ans, Alpais se nourrit exclusivement de l'hostie et vit recluse dans sa cellule. Ce prodige est attesté par des témoins dignes de foi. Un moine de l’abbaye cistercienne des Écharlis, proche de Cudot, qui lui rendait visite fréquemment, a écrit une « Vie d’Alpais » (Vita venerabilis Aupes). Robert Abolant, chanoine prémontré de l’abbaye Saint-Marien d'Auxerre et auteur de la célèbre chronique de saint Marien, est allé la voir en 1180 et en parle avec émerveillement : « L'an 1180 : il y a actuellement dans le Sénonais au village de Cudot une jeune fille connue et de grand renom. Rien d'étonnant à cette célébrité : chez elle resplendit une étonnante et admirable merveille ! À cette jeune fille il a été donné par faveur divine de vivre de vie corporelle sans avoir besoin d'aliment corporel ; et voici dix ans environ qu'elle est privilégiée d'une telle condition par la grâce de Dieu ».

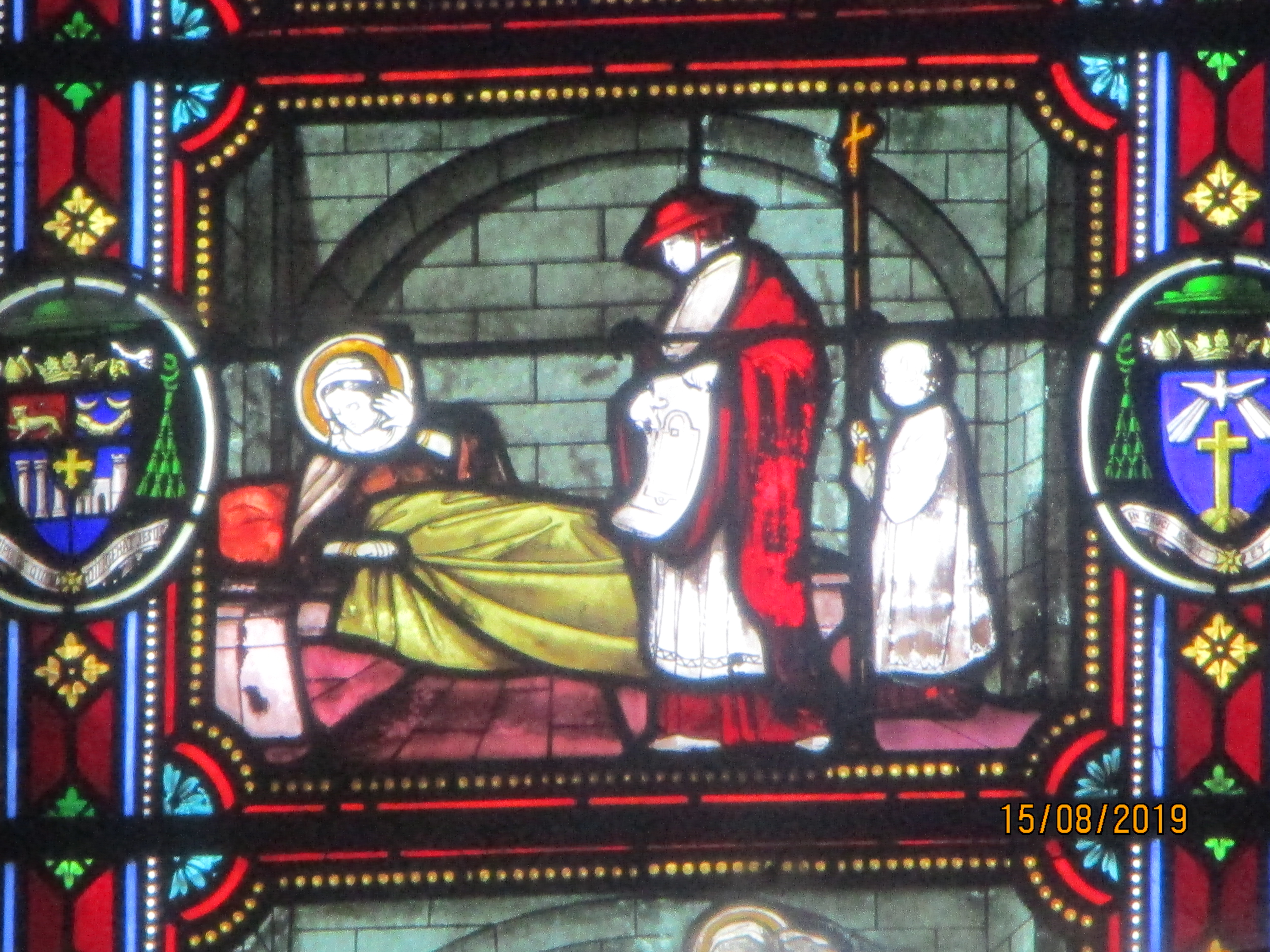
L'archevêque Guillaume aux Blanches Mains rend visite à sainte Alpais, (vitrail dans l'église de Cudot).

Outre sa vie mystérieusement nourrie de l’Eucharistie, Alpais est favorisée de visions et d’extases. Constamment visitée par des pèlerins ou des curieux que le prodige attire, elle reste modeste donnant des avis sages et prudents, assistant spirituellement ceux qui lui demandent conseil. L’archevêque de Sens, Guillaume aux Blanches Mains (Guillaume de Champagne), après une sérieuse enquête, fut convaincu de sa sainteté et fit construire l’église Notre-Dame à l’intention des pèlerins qui venaient à Cudot. La logette où vivait sainte Alpais y fut incluse et de son lit elle pouvait voir le prêtre célébrant à l’autel.

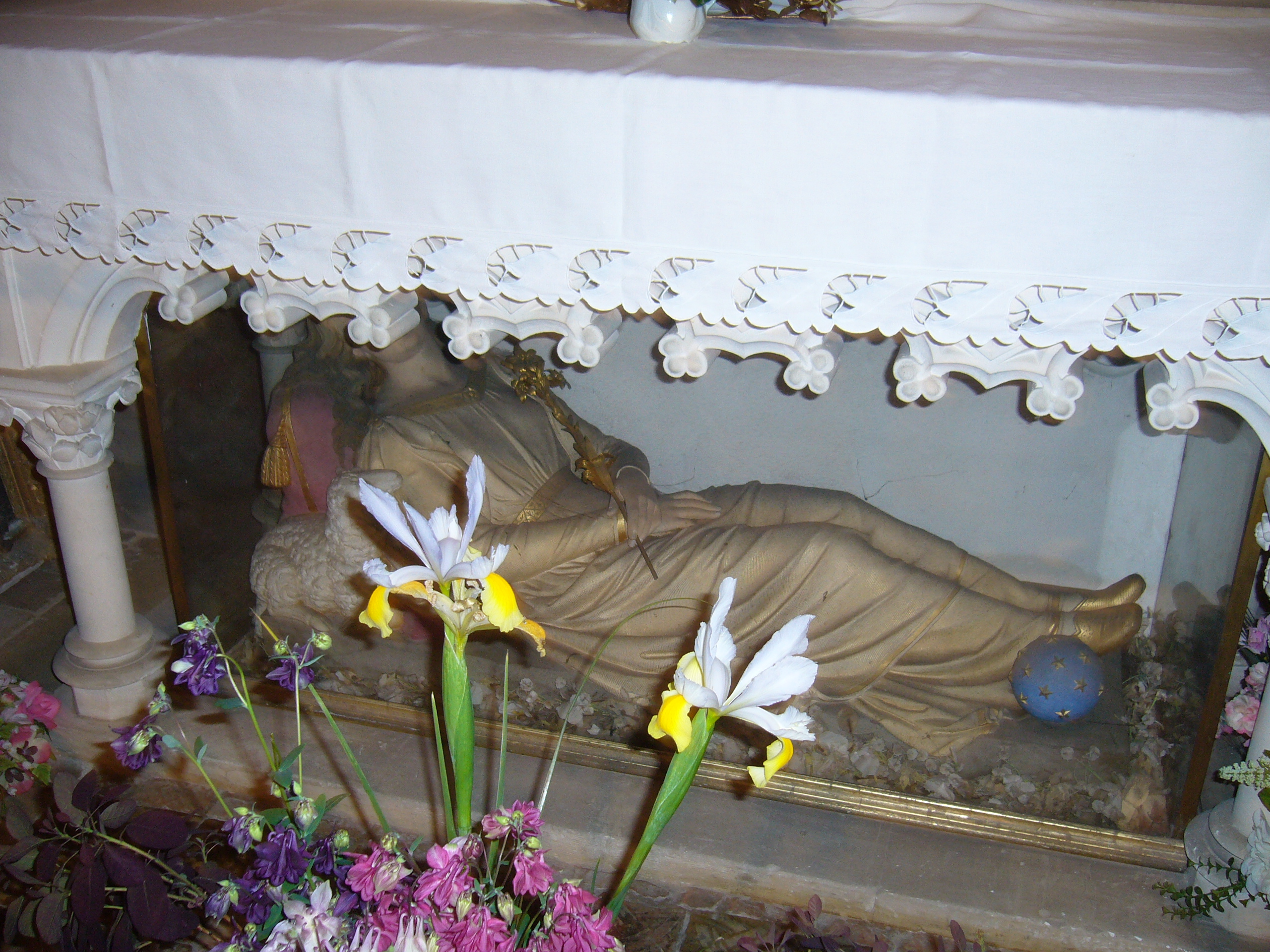
Reliquaire de sainte Alpais (église de Cudot).

## Vénération et souvenir
- Après sa mort, vers 1211, un prieuré fut construit sur sa tombe (à Cudot), dont il ne reste que l'église qui abrite ses reliques.
- Dans les siècles suivants, la réputation et le culte d’Alpais se répandirent dans toute l’Europe et on venait nombreux prier sur sa tombe. Ce pèlerinage ne s’est jamais arrêté et aujourd’hui encore, Alpais, modèle de foi, est vénérée par des pèlerins venant des quatre coins de la France, voire de l’étranger.
- Son culte est confirmé par Pie IX en 1874, après des années de mobilisation de l'abbé Cyrille Boiselle, curé de Cudot. Sa commémoration liturgique est fixée au 3 novembre.
- A Cudot une messe de vénération à sainte Alpais est célébrée tous les ans ,le lundi de Pentecôte. Elle est suivie d'une procession traditionnelle qui va de l'église de l'Assomption à la source.
- Le 2 juin 2011, jeudi de l'Ascension, une célébration particulière fut organisée à Cudot pour marquer le 800e anniversaire de la mort de sainte Alpais.
- Sainte Alpais est également la sainte patronne des astronautes parce que dans ses visions elle voyait la terre comme une boule « suspendue au milieu d'une mer d'azur ».

## Prière de sainte Alpais
Prière de sainte Alpais en langue romane :
Ge vos aor, Seintismes Rois

Qui estaplistes les deus Leis

Et envoiastes les tres reis.

Sanz Esperites seit o moi

La toi Mere lo m'oitroit

En icelle seintisme foi

Que seinte Iglise teint de Tei.

M'ame et men commant a Tei.

Prière de sainte Alpais en français :
" Je Vous adore, très saint Roi.

Qui avait fait les deux Lois

Et envoyé les trois rois.

Le Saint Esprit soit avec moi.

Que ta Mère me l'octroie

En cette très sainte foi

Que la sainte Eglise tient de toi.

Ame et corps , je me confie à Toi ".

Le lieu de naissance d'Alpais ne fait pas l'objet d'un consensus. Certaines sources indiquent Triguères:
« le village de Triguères, jadis du diocèse de Sens, comme Cudot, et maintenant du diocèse d'Orléans, prétend au contraire qu'Alpais est née à l'ombre de son clocher, qu'elle y a passé ses premières années et qu'elle n'a été se fixer à Cudot, avec ses parents, qu'au sortir de l'enfance ».

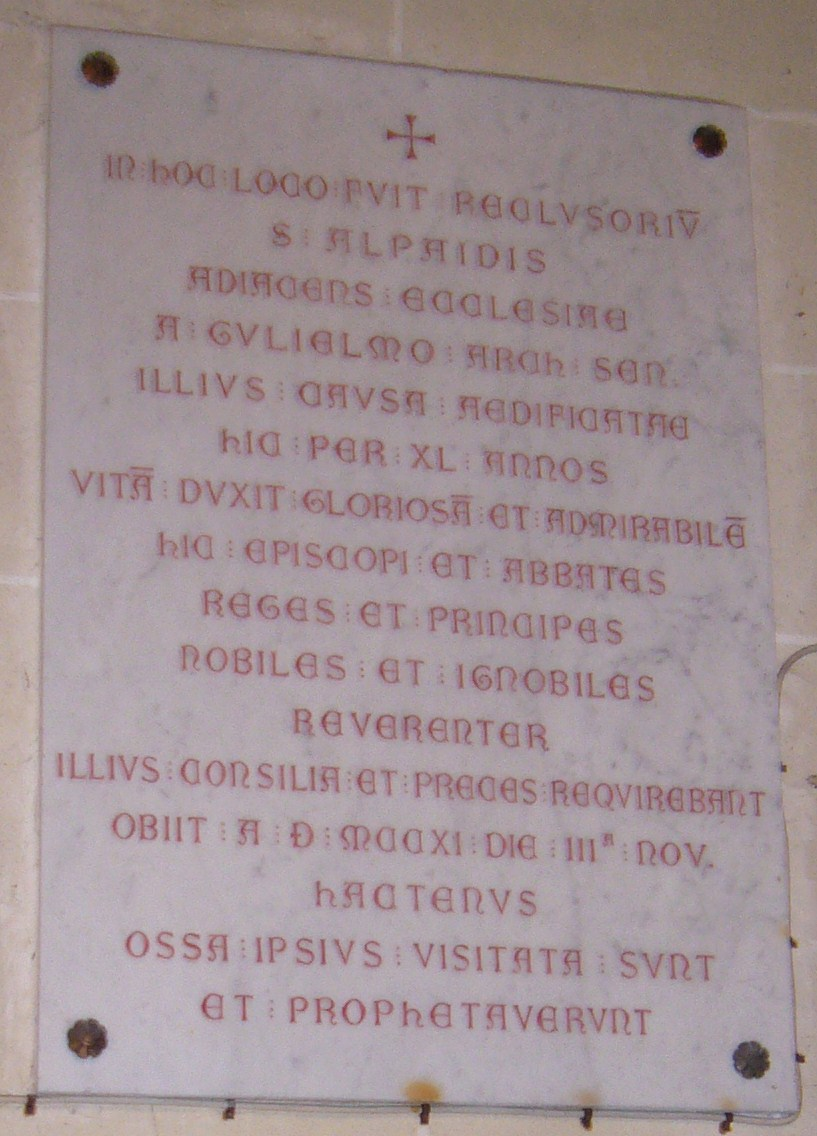
Plaque relatant la vie de sainte Alpais à l'église de l'Assomption de Cudot.
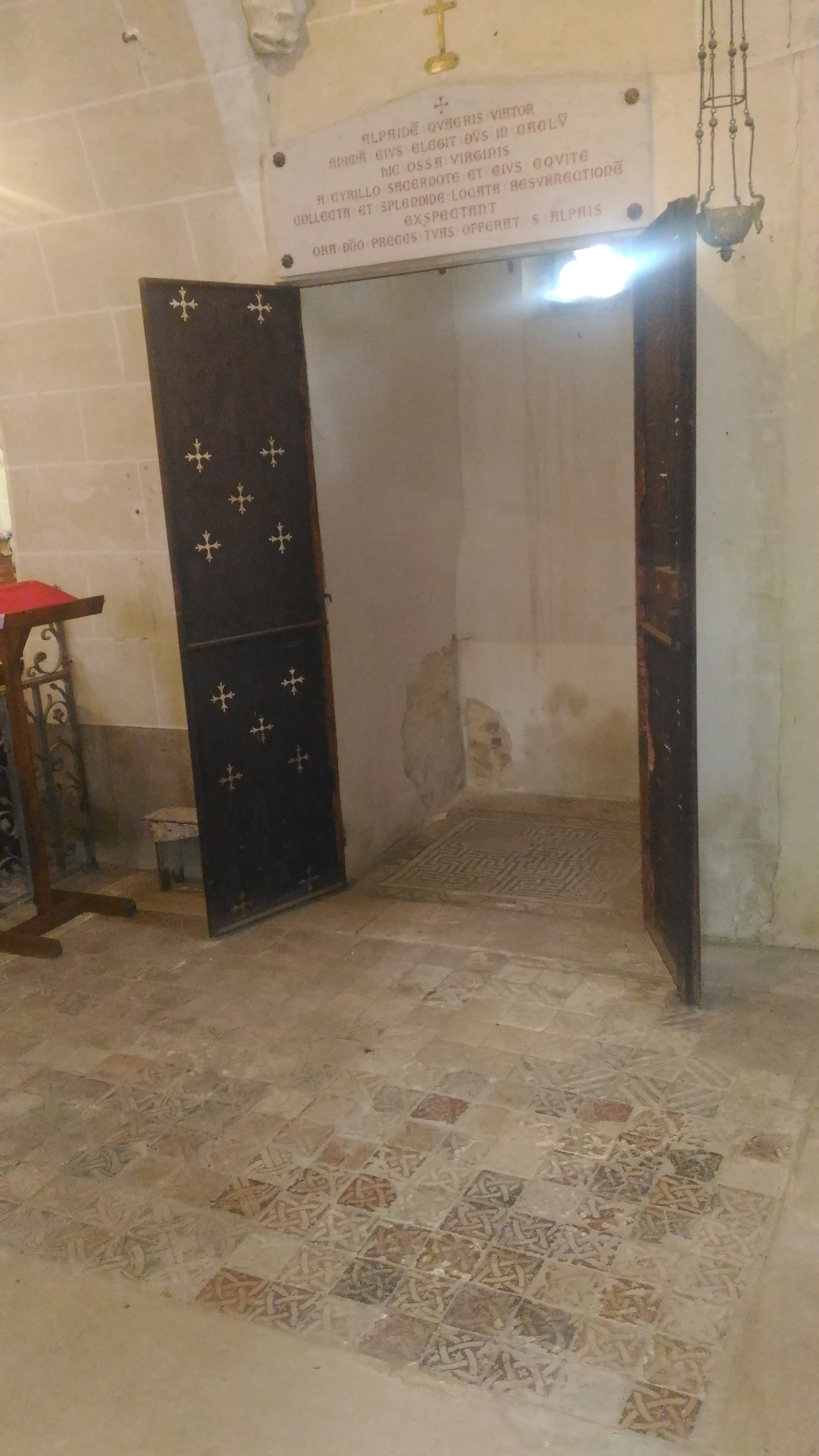
Cellule de sainte Alpais.
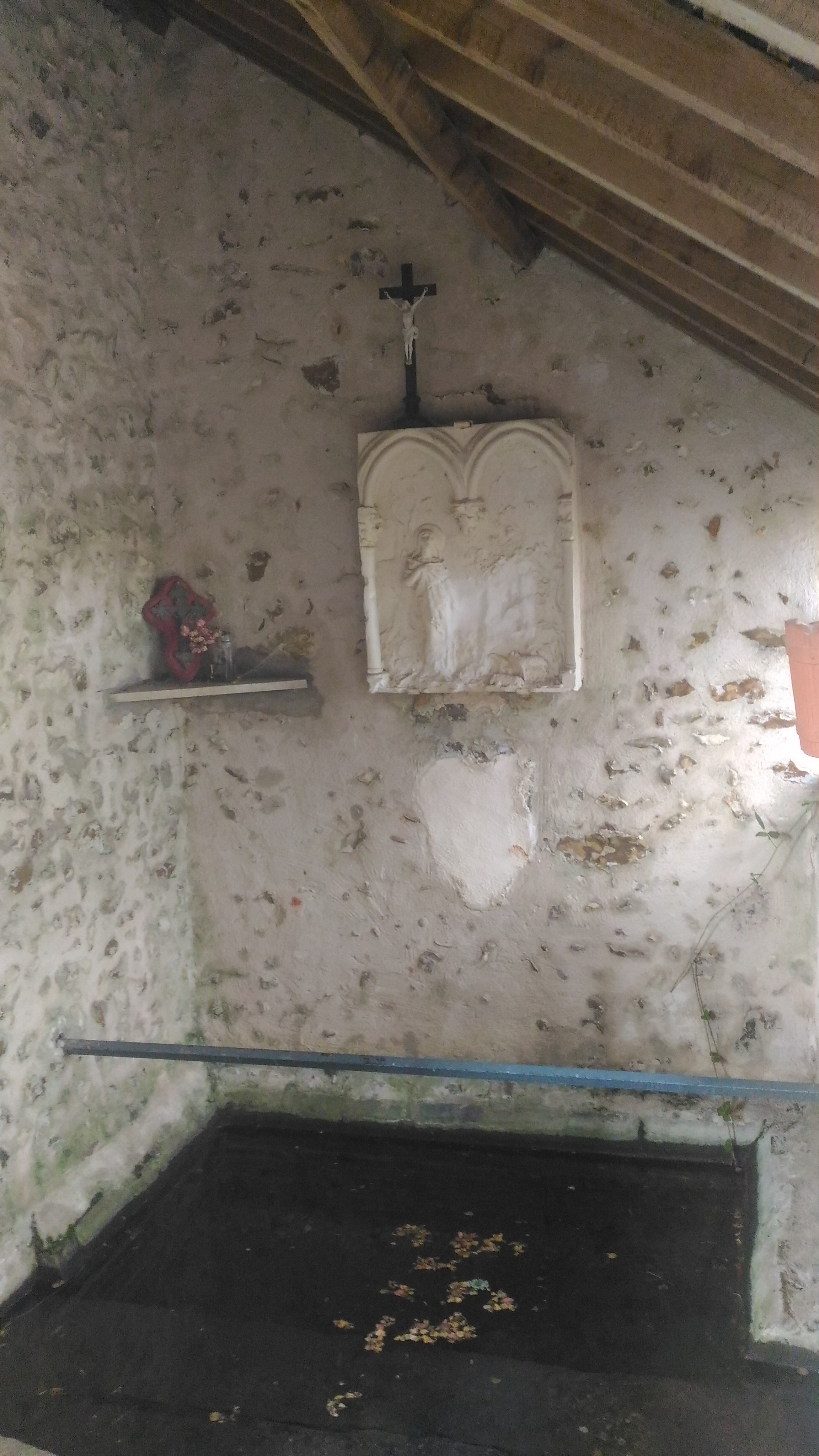
Fontaine de Cudot.
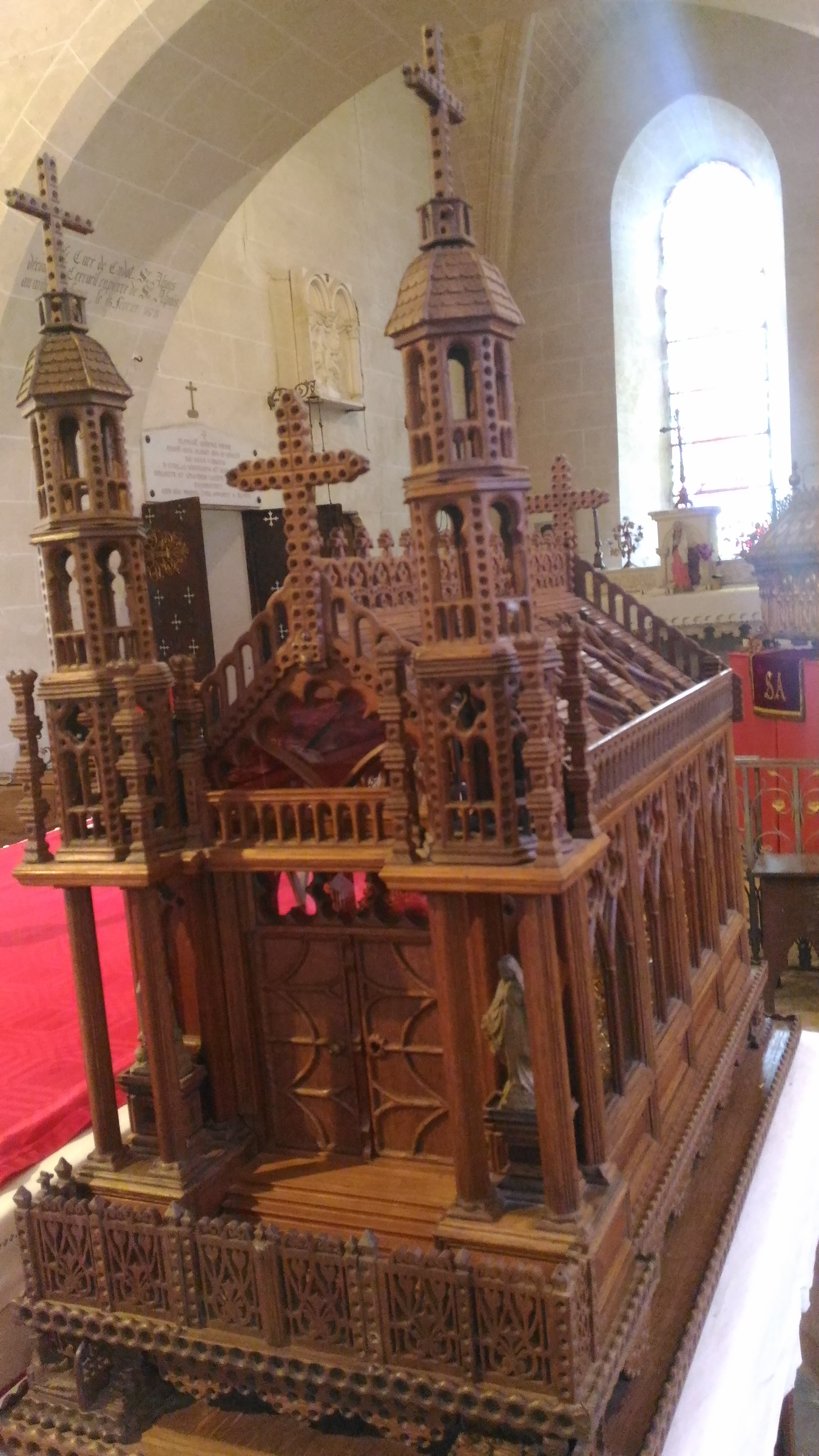
Reliquaire de sainte Alpais.

### Sources bibliographiques
- Jean-Maurice Barbé, Le Dictionnaire des prénoms, 1991 (éditions Ouest-France)
- Bénédictins de Ramsgate, Dix mille saints, dictionnaire hagiographique, Brepols, 1991
- Abbé P. Blanchon, Vie de la Bienheureuse Alpais, Vierge, de Cudot, au diocèse de Sens, 1150 à 1211, chez l'auteur à Marly-le-Roy ou au presbytère de Cudot-Sainte-Alpais, 1893 .
- Abbé Théophile Cochard, Notice sur sainte Alpaix, vierge (1150-1211), Orléans, Séjourné, 1875, 34 p.
- Abbé Jean Drouet, Sainte Alpais de Cudot, une messagère de l'espérance, Édition pro-manuscripto, 2009
- Jean Larcena, Sainte Alpais de Cudot, la lépreuse de Dieu, Éditeur Siloë, 2004
- Abbé Pierre Prieux, Guide du pèlerin à l'église et au tombeau de sainte Alpais, à Cudot-Sainte-Alpais, Imprimerie de Sainte-Alpais, 1891
- (de) Elisabeth Stein (de), Leben und Visionen der Alpais von Cudot (1150-1211), Tübingen : Gunther Narr Verlag, 1995, 255 p.
- Abbé Edme-Nicolas Tridon, Une chronique du XIIe siècle à propos du magnétisme, du spiritisme et des médiums modernes ou la Vie merveilleuse de Sainte Alpaix de Cudot, vierge du Pays sénonais, Sens : impr. Duchemin, 1866, 123 p. .